# Drilonereis tridentata
Drilonereis tridentata är en ringmaskart. Drilonereis tridentata ingår i släktet Drilonereis och familjen Oenonidae.
Artens utbredningsområde är Röda havet. Inga underarter finns listade i Catalogue of Life.